# Katastrofa kureniwska
Katastrofa kureniwska (ukr. Куренівська трагедія, Kureniwśka trahedija; ros. Куренёвская трагедия, Kurieniowskaja tragiedija) – katastrofa, do której doszło 13 marca 1961, w dzielnicy Kijowa Kureniwce, sąsiadującej z wąwozem Babi Jar. Informacje o katastrofie zostały utajnione przed opinią publiczną na ponad 40 lat.

## Przyczyny katastrofy
W 1950 w Babim Jarze utworzono zbiornik odpadów produkcyjnych z pobliskiej cegielni. Była to próba zatarcia śladów po zbrodniach popełnionych w tym miejscu przez NKWD, a później przez hitlerowców. W ciągu 10 lat wyrzucono tam ponad 4 miliony metrów sześciennych osadów zabezpieczonych wałem ziemnym. Wał nie spełniał żadnych norm bezpieczeństwa. W 1961 doszło do uszkodzenia wału. Dwa dni przed katastrofą władze wiedziały o złym stanie technicznym zabezpieczenia, jednakże nie przeprowadzono działań ochronnych ani ewakuacji okolic Kureniwki.

## Katastrofa
13 marca 1961 o godzinie 9:20 na Kureniwkę runęła lawina błota o wysokości 14 metrów i szerokości 60 metrów. Fala lawiny sunęła z prędkością 5 metrów na sekundę. Lawina zalała okoliczne domy oraz tramwaj wypełniony ludźmi. Szkody byłyby o wiele większe gdyby nie pobliski stadion, który zatrzymał część lawiny w wyniku pierwszego uderzenia. Pobliskie domy zostały zalane na wysokość pierwszego piętra.

## Ukrycie informacji o lawinie
Wszelkie informacje na temat katastrofy zostały dokładnie ocenzurowane. Miejsce katastrofy otoczyło wojsko. W samym Kijowie nie było do końca wiadomo, co się wydarzyło w okolicach Kureniwki. Informacje o katastrofie zostały utajnione na ponad 40 lat (informacje o lawinie nie były powszechnie znane nawet po odzyskaniu przez Ukrainę niepodległości). Władze zakazały także lotów samolotem w pobliżu dzielnicy Kijowa, aby nikt nie mógł zobaczyć skutków lawiny.
Miejsce katastrofy zostało oczyszczone bez poszanowania znajdowanych zwłok ludzkich. Ofiary zostały niedokładnie spisane w aktach zgonu oraz nie otrzymały należytego pochówku. Z archiwów zaginęły akty zgonów z marca 1961. Na miejscu katastrofy wybudowano później domy mieszkalne.

## Ofiary
W wyniku bagatelizowania katastrofy i z powodu ówczesnej propagandy sukcesu oficjalnie podano, że zmarło 145 osób. Nieoficjalnie szacuje się, że w wyniku lawiny mogło zginąć nawet od 1500 do 2000 osób. Wśród ofiar znaleźli się m.in. gapie, którzy wdrapali się na dach stadionu w celu obejrzenia lawiny. Zmarłych pochowano na różnych cmentarzach (nie tylko w Kijowie), podając na grobach i dokumentacji różne daty śmierci.
Ofiary katastrofy upamiętniono tablicą postawioną w 2006 przy ulicy Ołeny Telihy w Kijowie oraz niewielkim obeliskiem w miejscu kataklizmu obok zajezdni tramwajowej (na obelisku znajdują się tylko informacje o motorniczych, którzy zginęli w wyniku katastrofy).

## Literatura dodatkowa
- В.А. Смолій (red.): Куренівська трагедія 13 березня 1961 р. у Києві: причини, обставини, наслідки. Документи і матеріали. Київ: Інститут історії України НАН України, 2012. ISBN 978-966-02-6392-5. (ukr.). Brak numerów stron w książce
- Цалик Станіслав Миколайович: Блог історика: 1961 рік. Куренівська трагедія. BBC, 2016. (ukr.). Brak numerów stron w książce